# Збройні сили Об'єднаних Арабських Еміратів
Збройні сили Об'єднаних Арабських Еміратів — військова організація Об'єднаних Арабських Еміратів, призначена для захисту свободи, незалежності та територіальної цілісності держави. Складаються із сухопутних військ, військово-морських (включаючи морську піхоту), Національної берегової охорони та військово-повітряних сил.
Призовний вік з 18 років для добровільної військової служби. В армії можуть служити чоловіки та жінки, зобов'язань по терміну служби не існує.

## Бюджет та контракти

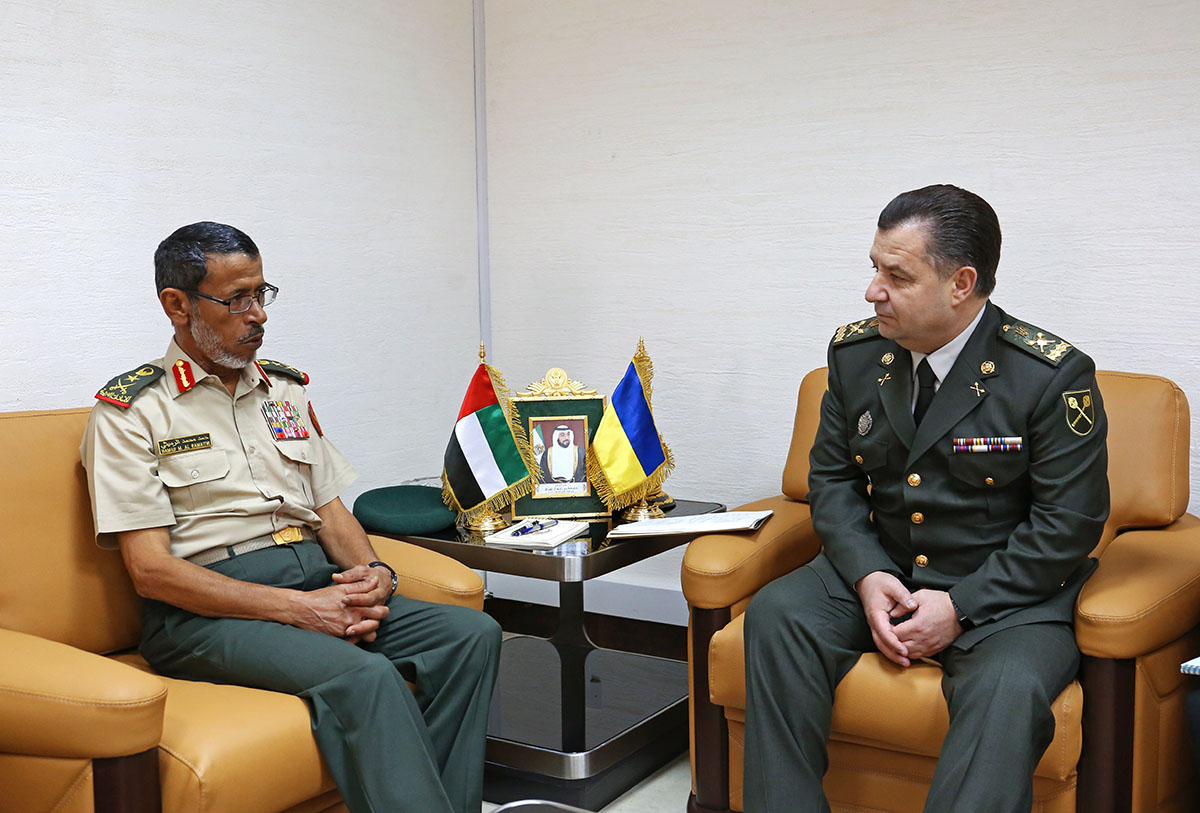
Зустріч Міністра оборони України Степана Полторака з начальником Генерального штабу Збройних сил Об’єднаних Арабських Еміратів генералом-лейтенантом Тані аль-Румейсі, 24 листопада 2016 року

Військовий бюджет, що становив у середині 90-х рр 2 млрд доларів, виріс до кінця 90-х років до 3,2 млрд доларів. Реальні військові витрати ще вищі і складають 3,8 млрд доларів в 1999 році, 3,9 млрд доларів — в 2000 році.

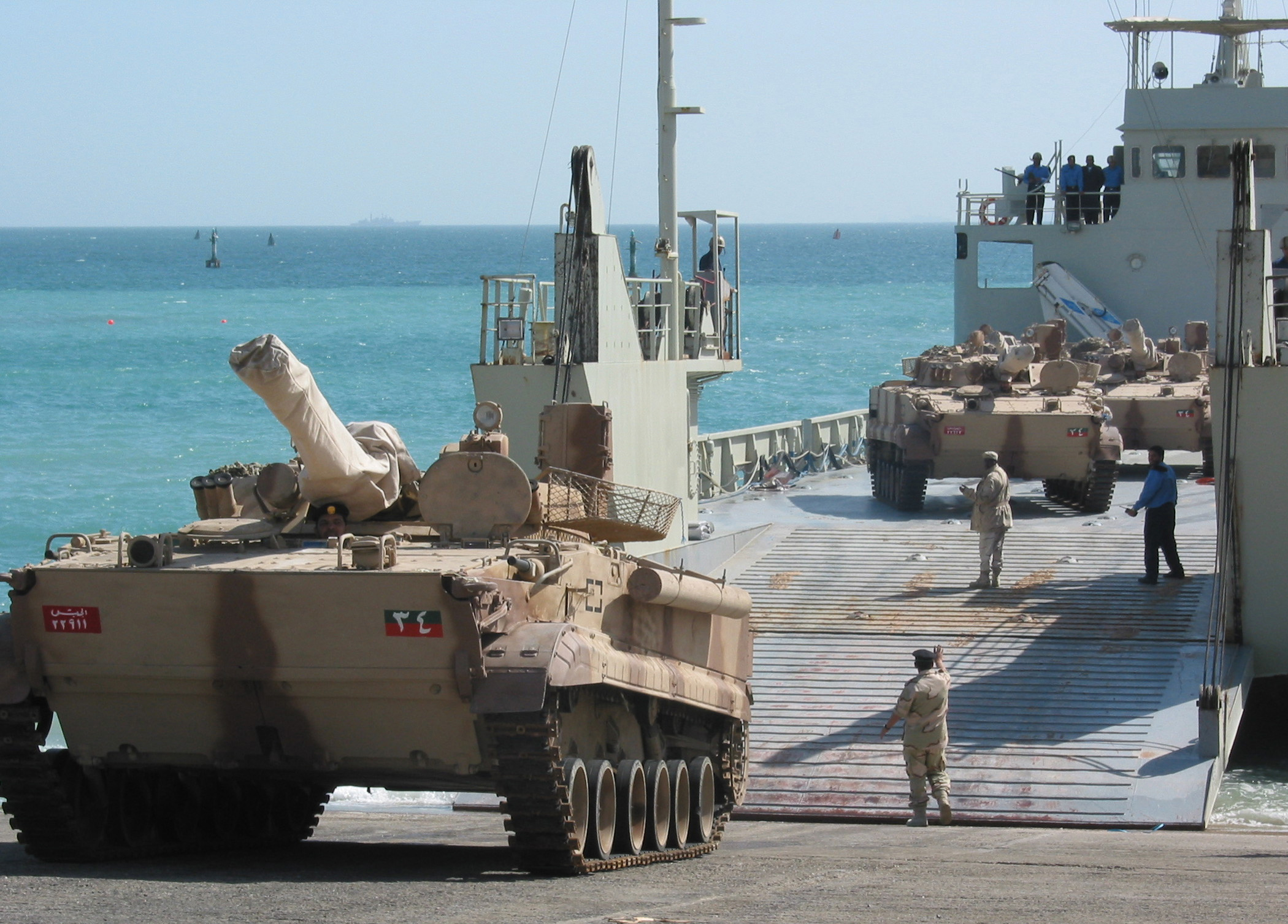
БМП-3 Збройних сил ОАЕ

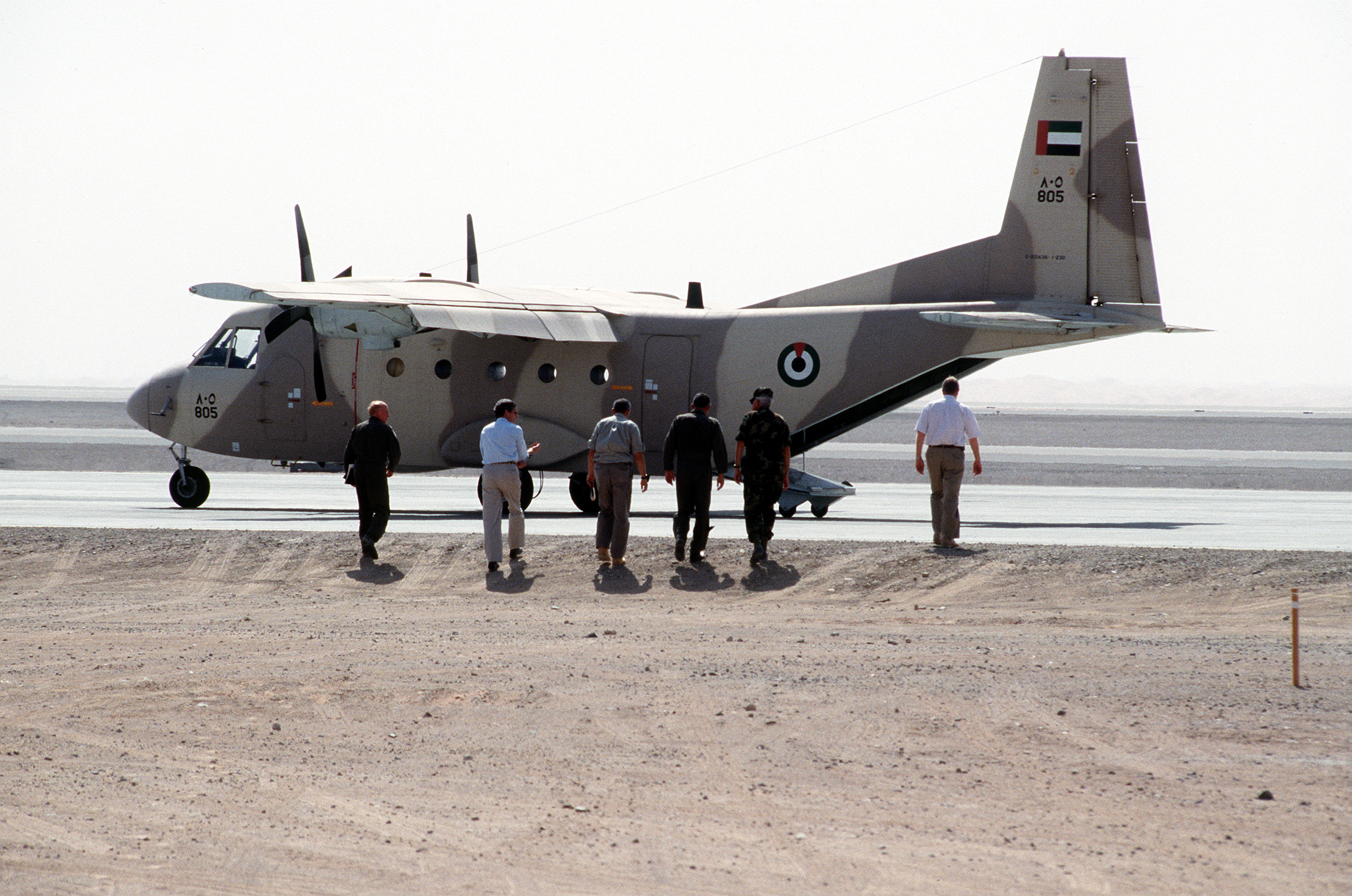
CN-235

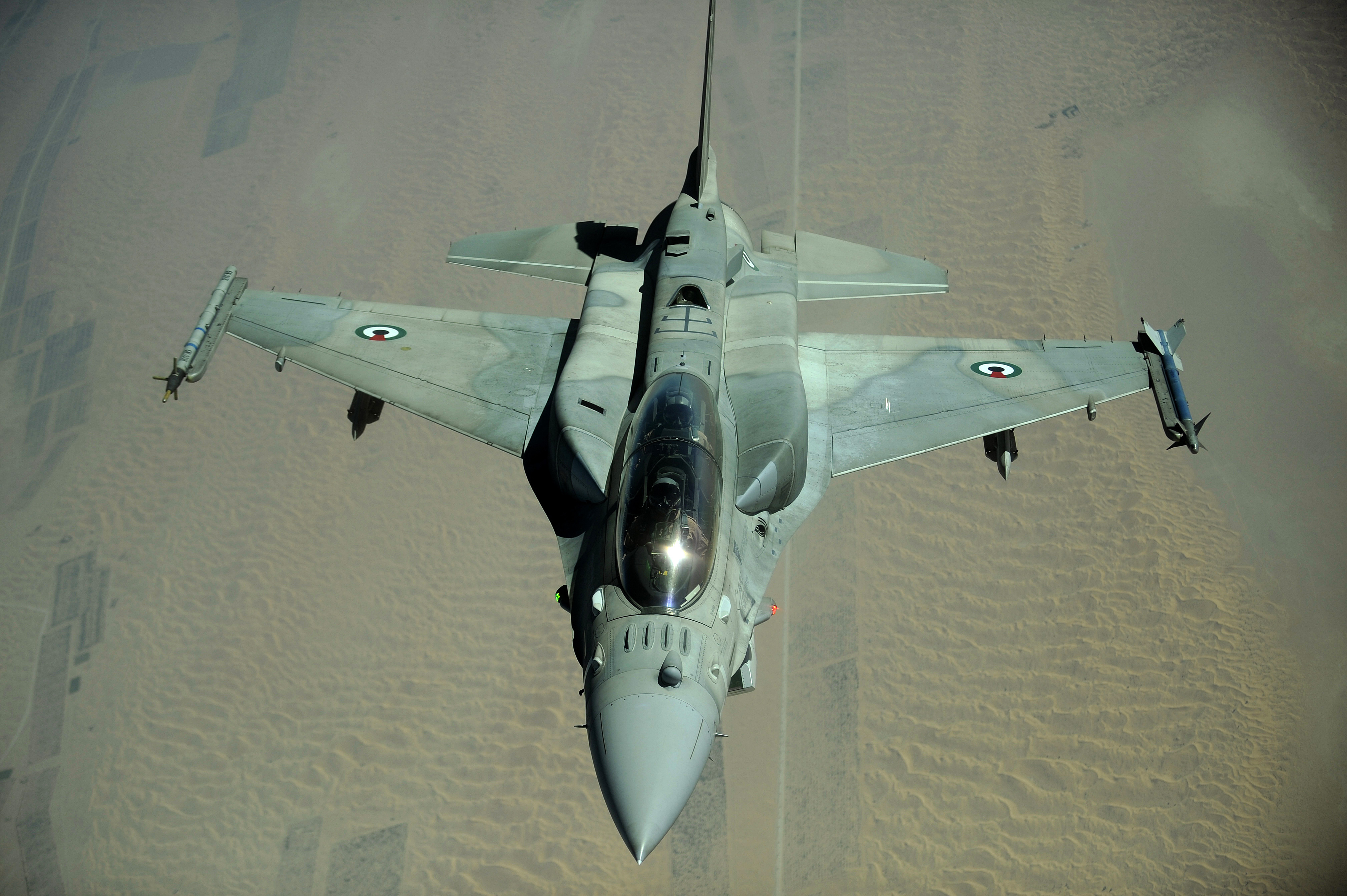
F-16

Велика частина озброєнь ОАЕ західного виробництва, хоча в 90-і роки укладений ряд крупних контрактів і з Росією (БМП, РСЗВ, ЗРК). Видно бажання ОАЕ урізноманітнити постачальників озброєнь — так, практично одночасно (1998–2000) були укладені 2 великих контракти на поставку авіатехніки одного класу з Франції («Міраж-2000-9») та США (F-16C/D Блок 60). Характерно також створення постачальниками спеціальних модифікацій військової техніки та зразків озброєнь за вимогами ОАЕ. За імпортом озброєнь в 90-і роки з ОАЕ може змагатися лише Саудівська Аравія. Ось частковий перелік великих контрактів:
- 1993 — контракт на 3,6 — 4,6 млрд доларів на поставку в 1994–2003 рр. 436 танків «Леклерк» та машин на його базі (388 танків, 2 навчальних танка і 46 БРЕМ); для порівняння, на 1993 рік ОАЕ мали всього 136 ОБТ — 100 AMX-30 і 36 OF-40;
- 1994 — контракт на 180 млн доларів на поставку 1100 чеських вантажівок фірми «Tatra»;
- 1994 — контракт на 350 млн доларів на поставку 2 голландських фрегатів типу «Kortenaer» (поставлені в 1996–1998; для них закуплені 24 ЗУР RIM-7M «Сі Спарроу», а в жовтні 2001 року замовлені 12 ПКР RGM-84L «Гарпун Блок-2»);
- 1998 — контракт з Францією на 5,5 млрд доларів на поставку 30 «Міраж-2000-9» та модернізацію в цей стандарт 33 з наявних «Міраж-2000-5»;
- 1999 — контракт на 150 млн доларів на поставку 4 морських патрульних літаків CN-235-200MPA індонезійського виробництва;
- 2000 — контракт з США на 6,4 (або 7,9) млрд доларів на поставку 80 F-16C/D;
- 2000 — контракт з Росією на 734 млн доларів на поставку в 2003–2005 роках 50 ЗРК 96К6 «Панцир-С1» і ~1,200 ЗУР до них.

Об'єднані збройні сили ОАЕ створені в 1976 році. В 1978 році з їх складу вийшли Дубай та Рас-ель-Хайма, але останній згодом повернувся назад. Дубай досі зберігає значну самостійність у військовій області.

## Витрати на армію
- 1999: $2,100,000,000 (1.8% ВВП)
- 2000: $2,600,000,000 (0.8% ВВП)
- 2005: $3,800,000,000 (1.0% ВВП)
- 2010: $10,000,000,000